# Andrew Viterbi
Andrea Giacomo Viterbi anglicizzato in Andrew James Viterbi (Bergamo, 9 marzo 1935) è un ingegnere e imprenditore statunitense delle telecomunicazioni di origine italiana, noto per l'algoritmo che porta il suo nome.

## Biografia
Nato in una famiglia ebraica, suo padre Achille era oftalmologo e cugino da parte di madre della moglie di Primo Levi.
Nel 1938, quando l'Italia fascista promulgò le leggi razziali, Achille Viterbi ricevette dal suo concittadino Angelo Roncalli (futuro papa Giovanni XXIII) l'invito a trasferire la famiglia a Istanbul, dove Roncalli amministrava il vicariato, ma Viterbi preferì riparare negli Stati Uniti, dove giunse il 27 agosto 1939.
Quando Andrea aveva sei anni i suoi genitori anglicizzarono il suo nome in Andrew per evitare confusione, essendo Andrea in inglese nome femminile.
Andrew studiò alla Boston Latin School e si diplomò nel 1952 quarto su 225 alunni; si iscrisse al Massachusetts Institute of Technology dove seguì i corsi di Claude Shannon, Norbert Wiener, Bruno Rossi, Roberto Fano e Paul Pontecorvo.

### Attività accademica
È l'inventore dell'algoritmo di Viterbi, un algoritmo di uso generico diffusissimo nell'ambito dei codici a correzione d'errore e dei problemi di stima del canale. Trova impiego nelle trasmissioni digitali in sistemi come il GSM, UMTS e in sistemi basati sull'OFDMA, come xDSL, LTE, WiMAX e DVB-T.
Oltre ad aver collaborato con Wernher von Braun e partecipato a molti programmi della NASA, è stato uno dei consiglieri per le telecomunicazioni di Bill Clinton. Ha insegnato all'Università della California a Los Angeles (UCLA) e all'Università della California a San Diego.
Il 2 marzo 2004 la scuola di ingegneria dell'University of Southern California (USC), ove Viterbi aveva conseguito (nel 1962) il dottorato di ricerca (Ph.D.) è stata rinominata Andrew and Erna Viterbi School of Engineering. In quell'occasione, Viterbi ha devoluto alla USC la somma di 52 milioni di dollari.
Il 15 ottobre 2004, l'Università "La Sapienza" di Roma gli ha conferito una laurea honoris causa in Informatica.
L'8 ottobre 2007, l'Università degli Studi di Bergamo gli ha conferito una laurea honoris causa in Ingegneria informatica.

### Attività imprenditoriale
Nel 1968 ha fondato, insieme a Irwin Jacobs, l'azienda Linkabit, un piccolo fornitore delle forze armate.
Nel 1985 ha fondato insieme a Jacobs l'azienda Qualcomm, produttrice del programma di posta elettronica Eudora e pioniera del CDMA.
Nella lista di Forbes del 28 settembre 2001 relativa ai 400 uomini più ricchi d'America, era classificato 386º con un patrimonio di 640 milioni di dollari.
Dal 2003 è il presidente della società di investimenti The Viterbi Group.

## Riconoscimenti
- 1975 - Premio Cristoforo Colombo del Consiglio Nazionale delle Ricerche (CNR)
- 1984 - IEEE Alexander Graham Bell Medal
- 1990 - Marconi International Fellowship Award
- 1994 - Eduard Rhein Award
- 13 maggio 1997 - Laurea Honoris Causa in Ingegneria delle Telecomunicazioni dall'Università degli studi di Roma "Tor Vergata"
- 2001 - Grande ufficiale della Repubblica Italiana
- 15 ottobre 2004  - Laurea honoris causa in Informatica dall'Università degli Studi di Roma "La Sapienza" di Roma
- 2010 - IEEE Medal of Honor
- IEEE Claude Shannon Award
- NEC C&C Award
- Laurea Honoris Causa dell'Università di Waterloo
- Laurea Honoris Causa dell'Istituto Technion di Israele
- Laurea Honoris Causa dell'Università di Notre Dame
- 8 ottobre 2007  - Laurea Specialistica honoris causa in Ingegneria Informatica dall'Università degli Studi di Bergamo[2]